# Hermann Haarbeck
Hermann Haarbeck (* 28. Juli 1901 in Elberfeld; † 30. Oktober 1975 in Schwelm ) war ein deutscher evangelischer Theologe, Pfarrer, Dozent, Seminardirektor und langjähriger Präses des Gnadauer Gemeinschaftsverbandes.

## Leben
Hermann Haarbeck wurde als Sohn eines reformiert-pietistischen Pastors in Elberfeld geboren. Bekannter als sein Vater war sein Onkel Theodor Haarbeck. Hermann Haarbeck studierte evangelische Theologie an den Universitäten Münster, Utrecht, Tübingen und Bonn. Prägen ließ er sich von den Professoren Adolf Schlatter und Karl Heim.
Von 1927 bis 1932 war er Pastor in Hoerstgen, Kreis Moers; dort wurde am 20. Januar 1932 sein Sohn Hans-Jakob „Ako“ Haarbeck geboren. Von 1932 bis 1945 wirkte Hermann Haarbeck in Düsseldorf und von 1945 bis 1950 in Vluyn. 1951 wurde er Direktor der Evangelistenschule Johanneum in Wuppertal.
Von 1953 bis 1971 fungierte Haarbeck als Nachfolger von Walter Michaelis als Präses des Gnadauer Gemeinschaftsverbandes. In dieser Funktion saß er auch im Vorstand der Deutschen Evangelischen Allianz. Einige Jahre gehörte er auch der Synode der rheinischen Landeskirche an. Theologisch beschäftigte Haarbeck als Präses die Auseinandersetzung mit der biblischen Entmythologisierung durch Rudolf Bultmann; in Stellungnahmen betonte Haarbeck die Autorität der Heiligen Schrift und die Historizität der Heilstatsachen.
1968 gab Haarbeck die Position des Seminardirektors an Johannes Berewinkel ab. Haarbecks Nachfolger als Präses des Gemeinschaftsverbandes wurde Kurt Heimbucher.

„Als dem Sohn ist mir [...] an dem Vater unerhört wichtig geworden: Mitzuerleben, wie der Glaube an Jesus menschlich macht. Dieser Mann konnte lachen und weinen, genießen und verzichten, bestimmen und sich kritisieren lassen.“

## Schriften (Auswahl)
- Wir sahen seine Herrlichkeit. Bibelarbeiten über das Johannes-Evangelium. Offenbach o. J.
- Flugfeuer fremden Geistes. Offenbach 1958.
- mit Hans Bruns (Hrsg.): Freude im Dienst. Ein Wort zum Pietismus heute. Marburg 1960.
- mit Arno Pagel: Eine offene Tür. Zum 75-jährigen Bestehen der Gnadauer Konferenzen. Denkendorf 1963.
- Die Fragen und Aufgaben Gnadaus heute [1963]. In: Kurt Heimbucher und Theo Schneider (Hrsg.): Besinnung und Wegweisung. Gnadauer Dokumente II. Dillenburg/Gießen 1988.